# Mulm
Mulm (ndd. molm, ‚zerfallende Erde, Staub‘; siehe Mull) ist ein Lockersediment aus organischem Material, zum größten Teil bestehend aus Pflanzenresten, mit Bakterien, Mineralien und Stoffwechselendprodukten.

## Herkunft des Wortes
Das Wort Mulm ist seit dem 17. Jahrhundert in der Gestalt molm im Niederdeutschen bezeugt. Es handelt sich dabei um eine substantivierte m-Ableitung des Verbes mahlen → malmen und geht damit auf dieselbe Wurzel zurück, wie auch Mulch. Das Wort melm bezeichnet außerdem in alten westgermanischen Sprachen Sand und in den skandinavischen Sprachen in der Gestalt malm Erz. Beziehungen bestehen vermutlich auch zu Molch und Olm.
Als Adjektiv bedeutet mulmig zerfallen, morsch. Die daraus metaphorisch abgeleitete Bedeutung mulmig für „unbehaglich“ ist relativ modern und erst seit dem 20. Jahrhundert belegbar.

## Mulm im Wald

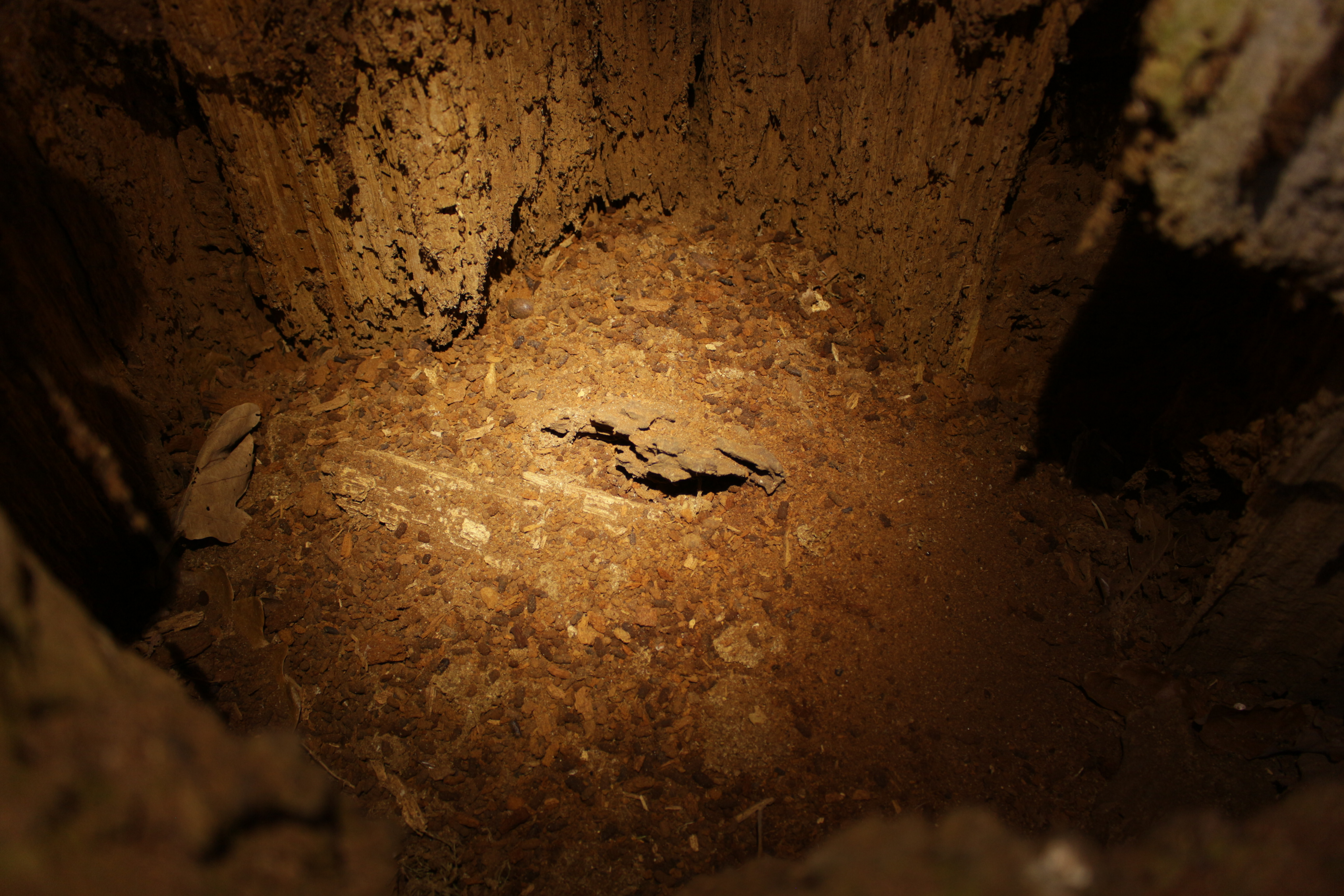
Blick in eine Baumhöhle mit Mulm

Wenn totes Holz sich zersetzt, beginnt die Humifizierung. Dann spricht man nicht mehr von Holz, sondern von Mulm, der aus Holzspänen und Kot der Totholzinsekten besteht.

### Mulmhöhlen
Eine Mulmhöhle ist ein Hohlraum in einem lebenden oder toten Baum, der eine Ansammlung von Mulm aufweist. Mulmhöhlen gehören in Deutschland zu den seltensten Habitaten. Viele hoch bedrohte Käferarten nutzen das Substrat als Nahrung oder als Fortpflanzungsort. Mulmhöhlen entstehen beispielsweise durch Astabbrüche, die dann weiter in das Kernholz ausfaulen. Auch Spechthöhlen entwickeln sich mit der Zeit zu Mulmhöhlen weiter. Mulmhöhlen häufen sich erst, wenn Bäume ein hohes Alter erreicht haben. In der heutigen Waldnutzung kommen sie daher viel seltener vor, als dies ohne den Menschen der Fall wäre.

## Mulm im Wasser
Als Mulm oder Wulch wird auch die Vorstufe des Schlammes (Faulschlammes) verstanden, der beispielsweise den Boden eines Aquariums, Fischteichs, Bade- oder Schwimmteichs oder Teile desselben bedeckt. Dieser Mulm besteht zu einem großen Teil aus Detritus, Mikroorganismen (Einzellern), Bakterien und Spurenelementen. Er ist gröber strukturiert als Schlamm und kann auch abgestorbene Pflanzenteile enthalten. Die aus dem Durcharbeiten des Mulms entstehenden Nitrate und Gerbstoffe gelangen in Filter und werden dort zu Filterschlamm. Ebenso wird das, was an Sinkstoffen in den Bodengrund eindringt, als Mulm oder Mudde bezeichnet.
Mulm hat verschiedene Einflüsse auf das Aquarium:
- Mulm bietet eine ideale Siedlungsfläche für Nitrobacter, die Schadstoffe abbauen
- Mulm stabilisiert das Aquarienklima bei günstigem Redoxwert.
- Im Mulm leben Kleinstlebewesen, die Fischen und Garnelen als Nahrung dienen
- Mulm kann faulen, wenn zu wenig Sauerstoff vorhanden ist (anaerob).

## Mulm in der Tontechnik
Mulm ist ein spezieller Fachausdruck der gestaltenden Tonaufnahmetechnik für dunklen, verschwommenen und unklaren, verwaschenen Klang.